# Collazzone
Collazzone là một đô thị ở Tỉnh Perugia trong vùng Umbria, có khoảng cách khoảng 25 km về phía nam của Perugia. Tại thời điểm ngày 31 tháng 12 năm 2004, đô thị này có dân số 3.108 người và diện tích là 55.8 km².
Đô thị Collazzone có các frazioni (các đơn vị cấp dưới, chủ yếu là các làng) Assignano, Canalicchio, Casalalta, Collepepe, Gaglietole, và Piedicolle.
Collazzone giáp các đô thị: Bettona, Deruta, Fratta Todina, Gualdo Cattaneo, Marsciano, Todi.